# Saint George's
Saint George's er staten Grenadas hovedstad med 4.315(2006) indbyggere.